# Provincia del Pastaza
La provincia del Pastaza è la più estesa delle ventiquattro province dell'Ecuador; il capoluogo è la città di Puyo.
La provincia è situata nel Oriente, la regione più orientale del paese che fa parte del bacino del Rio delle Amazzoni. Il nome deriva da quello del fiume Pastaza che nasce nella parte occidentale della provincia e che l'attraversa nel suo percorso fino al fiume Napo.
Tra le risorse naturali della provincia vi sono la coltivazione delle banane, ananas, tabacco, cacao e caffè; in epoca più recente si è cominciata la coltivazione del tè.

## Geografia fisica
Confina a nord con le province di Napo e Orellana, ad est con la regione peruviana di Loreto, a sud con la provincia di Morona Santiago e ad est con quelle di Morona Santiago e con la provincia andina di Tungurahua.

## Cantoni
La provincia è suddivisa in quattro cantoni:
| # | Cantone     | Capoluogo   |
| - | ----------- | ----------- |
| 1 | Arajuno     | Arajuno     |
| 2 | Mera        | Mera        |
| 3 | Pastaza     | Puyo        |
| 4 | Santa Clara | Santa Clara |